# Sofija Novoselić
Sofija Novoselić (Zagreb, 18. siječnja 1990.), hrvatska skijašica.

## Životopis

### Skijaška karijera
Nada hrvatskog skijanja. Prvu utrku u Svjetskom skijaškom kupu imala je 5. siječnja 2006. u Zagrebu. Članica je hrvatske ženske skijaške reprezentacije. Nastupila je na brojnim FIS slalomskim utrkama. Jednom je sa startnim brojem 97 postigla 3. mjesto u slalomskoj FIS utrci. Na Svjetskom skijaškom prvenstvu u švedskom gradu Åreu, 2007. bila je 27. u slalomu, što joj je za sada najbolji rezultat. Osvojila je dvije zlatne medalje, u slalomu i veleslalomu,  na XIII. Zimskim igrama mladeži Alpe - Jadran u austrijskom Hinterstoderu u siječnju 2007. Na EYOF-u, Olimpijskom festivalu europske mladeži, u španjolskoj Jaci, u veljači 2007., osvojila je broncu u veleslalomu i 4. mjesto u slalomu. Na Svjetskom kupu u Zagrebu u siječnju 2011. osvojila 25. mjesto.
Otac Jurij Novoselić je član grupe Psihomodo pop, a svojevremeno je svirao saksofon u grupi Film. 

## Vanjske poveznice
- (en) Sofija Novoselić na stranicama FIS-a  Arhivirana inačica izvorne stranice od 13. listopada 2012. (Wayback Machine)